# Nans-sous-Sainte-Anne
Nans-sous-Sainte-Anne é uma comuna francesa na região administrativa de Borgonha-Franco-Condado, no departamento de Doubs. Estende-se por uma área de 8,86 km². Em 2010 a comuna tinha 169 habitantes (densidade: 19,1 hab./km²).